# 영산중학교 (전남)
영산중학교(榮山中學校)는 대한민국 전라남도 나주시 삼영동에 있는 사립 중학교이다.

## 학교 연혁
- 1952년 09월 28일 : 영산포중학교 설립
- 2010년 03월 01일 : 영산중학교 학교명 변경
- 2018년 10월 2일 : 학교법인 홍인학원 한상원 이사장 취임
- 2024년 3월 1일 : 제16대 송창걸 교장 취임
- 2025년 2월 7일 : 제73회 졸업(졸업생총수 11,823명)

## 참고 자료
- 영산중학교 - 한국교육학술정보원 학교알리미